# Blåtjärnen, Västmanland
Blåtjärnen är en sjö i Köpings kommun i Västmanland och ingår i Norrströms huvudavrinningsområde.